# باشگاه فوتبال گوریتسا

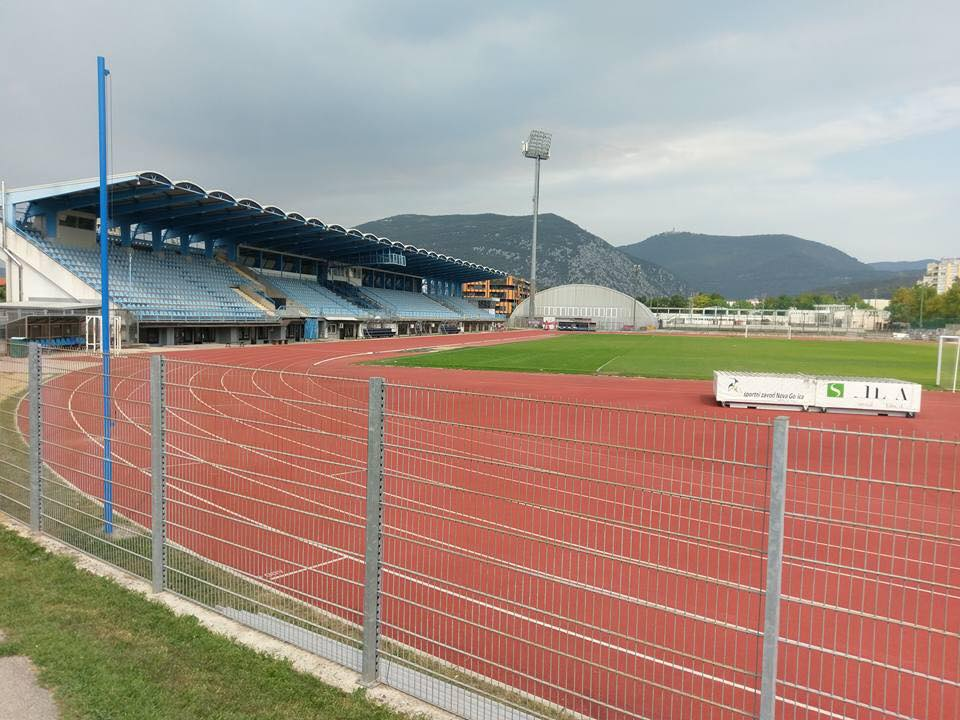
ورزشگاه خانگی باشگاه فوتبال گوریتسا

باشگاه فوتبال گوریتسا (انگلیسی: ND Gorica) یک باشگاه فوتبال در شهر نووا گوریتسا در کشور اسلوونی می‌باشد که در لیگ دسته اول فوتبال اسلوونی بازی می‌کند.